# Leptomyrmex pallens
Leptomyrmex pallens é uma espécie de formiga do gênero Leptomyrmex.